# Дарвин, Фрэнсис
Фрэнсис Дарвин (англ. Francis Darwin, также известный как Фрэнк Дарвин; 1848—1925) — британский ботаник. Сын знаменитого естествоиспытателя Чарльза Дарвина, помогавший ему в ряде исследований. Член Лондонского Королевского общества с 1879 года.

## Биография
Фрэнсис Дарвин родился 16 августа 1848 года седьмым ребёнком и третьим сыном в семье Чарльза Дарвина.
Учился в Тринити-колледже Кембриджского университета. Сначала изучал математику, затем переключился на естественные науки. В 1870 году окончил университет. Продолжил образование в Медицинской школе Святого Георгия в Лондоне, которую закончил в 1875 году. Он стал ботаником, специализирующемся на физиологии растений. Фрэнсис помогал отцу с его экспериментами с растениями и имел большое влияние на работы Дарвина «Сила Движения у растений» (1880). Он стал членом Королевского общества в 1879 году и преподавал в Кембриджском университете в качестве профессора ботаники с 1884 по 1904 год. Он редактировал многие корреспонденции Дарвина и опубликовал «Жизнь и письма Чарльза Дарвина» в 1887 году и «Больше писем Чарльза Дарвина» в 1903 году. Кроме того, он отредактировал и издал автобиографию Дарвина.
В 1912 году Фрэнсис Дарвин был награждёнМедалью Дарвина, в 1913 году — посвящён в рыцари.

## Брак, дети
Френсис Дарвин женился на Эми Рак, она умерла во время родов в 1876 году. Его первого ребёнка звали Бернард. Во второй раз он женился на Эллен Крофтс в сентябре 1883 года, она умерла в 1903 году. У них была одна дочь, Фрэнсис, которая умерла в 1906 году. В 1913 году женился на Флоренс Генриетте Мейтленд (урожденной Фишер), вдове Фредерика Мейтленда, умерла в 1920 году.

## Книги
Фрэнсис Дарвин был редактором многих изданий, связанных с наследием его отца:
- The Autobiography of Charles Darwin.
- Charles Darwin: His Life in an Autobiographical Chapter, and in a Selected Series of His Published Letters.
- The Foundations of the Origin of Species
- Two Essays written in 1842 and 1844
- Life and Letters of Charles Darwin — Volume 1
- Life and Letters of Charles Darwin — Volume 2
- More Letters of Charles Darwin — Volume 1
- A Record of His Work in a Series of Hitherto Unpublished Letters
- More Letters of Charles Darwin — Volume 2
- A Record of His Work in a Series of Hitherto Unpublished Letters

Автором ряда научных работ:
- The Power of Movement in Plants.
- Rustic Sounds, and Other Studies in Literature and Natural History.
- Springtime and Other Essays.